# 人肉カプセル
人肉カプセル（じんにくカプセル、朝鮮語: 인육 캡슐）とは、死産した赤子や生後1か月から2か月の乳幼児の死体などから作られた、中国産の粉末入りカプセル錠剤である。韓国で密売されていたが2011年に発覚し事件となった。「最高の滋養強壮剤」という触れ込みであったが、その効能もプラセボ効果の可能性が高いとされる。

## 事件の発覚
韓国の月刊誌『新東亜』の2011年8月号にて、死産の乳児らの人肉で作られた粉入りカプセルが中国の吉林省延辺朝鮮族自治州にある病院から持ち込まれ、術後や大病による衰弱に効く滋養薬として、ソウル市場などで100カプセル80万ウォン（日本円で6万円程度）で密売されていたと報じられた。その後同誌が独自にカプセルを入手し、関税庁と共に韓国国立科学捜査研究所へ成分分析を依頼した結果、塩基配列の99%が人間の遺伝子と一致し、また男性の染色体が確認されたことから女性の胎盤ではないことが分かった。事件の衝撃度が高いことから、その後韓国では複数メディアがこの事件を報じるようになった。

## 生産工程
事件が有名になったことで、2011年8月6日放映の韓国SBS放送の報道番組『それが知りたい』で取り上げられ、取材された。同番組によると、一部の病院にて組織的に医師や看護師が胎盤や死んだ赤ん坊をブローカーに販売し、その後遺体は冷蔵庫に保管されたのち、漢方薬を作る要領で乾燥、粉末状にしてカプセルに詰め込まれていた。作業は薬剤調合をするための専門施設ではなく一般的な家で行われていたという。完成したカプセルはブローカーによって韓国に持ち込まれ、薬剤市場で中国の現地価格より数十倍の値で密売されていたと報道された。

## 事件の経過
韓国での騒ぎを受けて2011年8月9日、中華人民共和国衛生部（中国衛生省）の報道官は記者会見にて、吉林省の衛生当局に調査を指示したことを明らかにし、「中国は法令で医療機関が遺体を売買することを禁じている。人体の組織や遺体を売る行為は断固として取り締まる」と強調した。
2011年9月22日、韓国で初めてブローカーが摘発されたことを複数メディアが報じた。摘発されたブローカーは韓国在住の中国籍朝鮮族であり、国際郵便と直接持込の2つのルートにより韓国に持ち込まれていたことが明らかになった。また韓国では関税法第234条により輸出入禁止品目に指定済であり、8月の時点で7件の摘発があったという。
韓国の当局は、2011年8月から2012年3月まで、1万7451錠を摘発したと発表した。しかし、既に大量に出回っており、摘発されたものも氷山の一角との指摘があり、撲滅は容易ではない。国内外で問題となった後も、人肉カプセルの需要はなくなっておらず、2012年において、1錠3000円前後で取引されているという。